# Сороколетовское Лесничество
 Сорокалетовское Лесничество  — опустевший поселок в Арсеньевском районе Тульской области. Входит в Манаенское сельское поселение.

## География
Поселок находится в юго-западной части Тульской области на расстоянии примерно 19 км по прямой на юго-запад от районного центра поселка Арсеньево.

## История
Впервые отмечен на карте 1941 года как отдельное строение.

## Население
Численность население составляла приблизительно 10 человек в 1982 году, 0 как в 2002 году, так и в 2010.